# Tibalosin
Tibalosin je antagonist alfa adrenergičkog receptora.